# Короченки
Короченки́ — село в Україні, розташоване в Чуднівській громаді, Житомирського району, Житомирської області. Населення становить 441 осіб. Орган місцевого самоврядування — Чуднівська міська рада.

## Історія
У 1906 році — село Чуднівської волості Житомирського повіту Волинської губернії. Відстань від повітового міста 55 верст, від волості 5. Дворів 129, мешканців 789.
У 1923—54 роках — адміністративний центр Короченської сільської ради Чуднівського району.
25 листопада 2018 року в Короченках освячено храм УГКЦ Святого Івана Богослова.